# Melese quadrina
Melese quadrina är en fjärilsart som beskrevs av William Schaus 1910. Melese quadrina ingår i släktet Melese och familjen björnspinnare. Inga underarter finns listade i Catalogue of Life.